# Гипростроймост
Институт Гипростроймост (ОАО «Институт Гипростроймост») — российская организация, занимающаяся комплексным проектированием объектов транспортной инфраструктуры. Основана в 1945 году.
Институт выполняет работы по всему спектру проектно-изыскательной деятельности, связанной с транспортным строительством.
При участии специалистов института было построено большинство внеклассных и средних мостов в России и бывших республиках СССР. В институте работает более 400 человек. Среди них — лауреаты Государственной премии и премии Совета Министров СССР, кавалеры орденов, доктора и кандидаты наук. Более 50 инженеров института удостоены званий «Заслуженный строитель России», «Почётный строитель России».
За годы деятельности организации её сотрудниками создано и внедрено более 300 изобретений. С участием специалистов института разрабатывались технические нормы в области мостостроения, в том числе по проектированию мостов на вечномерзлых грунтах контролю качества строительства (недоступная ссылка).
У ОАО «Институт Гипростроймост» есть филиалы в Новосибирске и Санкт-Петербурге. Дочерние компании: ЗАО «Гипростроймост Усть Кут»; ЗАО «Гипростроймост Хабаровск»; ЗАО «Гипростроймост Ульяновск». Обособленные подразделения, не имеющее статуса филиала или представительства — Отдел технических согласований и проектной подготовки по Нижегородской области.
Организация сертифицирована по ISO 9001:2008, OHSAS 18001-2007 и ISO 14001:2004, ГОСТ Р 54934-2012, ГОСТ Р ИСО 14001-2007.
ОАО «Институт Гипростроймост» является членом Международной Ассоциации по мостам и конструкциям (АИПК), Ассоциации мостостроителей России (АМОСТ).

## Основная деятельность института
- Архитектурно-строительное проектирование железнодорожных, автодорожных и городских мостов, путепроводов, эстакад и других транспортных сооружений любой степени сложности;
- Проектирование автомобильных дорог;
- Инженерные изыскания;
- Экономические изыскания;
- Гидрологические расчеты;
- Проектирование технологии строительства, реконструкции и капитального ремонта искусственных сооружений;
- Проектирование специальных вспомогательных сооружений и устройств для строительства особо сложных и уникальных объектов;
- Разработка специальных разделов;
- Проектирование противопожарной защиты объекта;
- Конструкторская документация специального оборудования для мостостроения;
- Обследование искусственных сооружений;
- Строительный контроль;
- Разработка мероприятий по охране окружающей среды;
- Проектирование систем тоннельной вентиляции;
- Проектирование систем пожарной сигнализации, оповещения и эвакуации.

### Объекты в проектировании которых институт принимал участие
- Совмещенная дорога Адлер — "Альпика-сервис" ( 8 железнодорожных мостов, 12 автодорожных мостов, в том числе вантовый мост);
- Эстакада на пересечении Мичуринского проспекта и улицы Лобачевского в г. Москве;
- Мостовой переход на о. Русский ч/з пролив Босфор Восточный в г. Владивостоке;
- Тоннели в составе III очереди на автомобильной дороге от горноклиматического курорта «Альпика-Сервис» до горнолыжного курорта «Роза Хутор»;
- Участок транспортной развязки Вешняки — Люберцы, включающий в себя полуторакилометровую эстакаду, восемь съездов на МКАД и тоннель под кольцевой автодорогой;
- Путепровод на участке железнодорожного пути Владивосток — Кневичи;
- Малый Устьинский мост через реку Яуза в историческом центре Москвы (капитальный ремонт);
- Мост через реку Волгу в Ульяновске;
- Совмещенный мост через реку Оку в Нижнем Новгороде;
- Мост через реку Амур у Хабаровска (2-я очередь);
- Мост через реку Селенгу;
- Мост через реку Оку у Мурома;
- Мост через реку Ангару в Иркутске (2-я очередь);
- Ремонтно-восстановительные работы Канавинского моста в Нижнем Новгороде;
- Участок автодорожного обхода города Ярославля и мост через реку Которосль;
- Транспортная магистраль между Звенигородским шоссе и ММДЦ «Москва-Сити»;
- Капитальный ремонт моста через реку Селенга;
- Транспортная развязка с путепроводом на 4-м км а/д Волжский — Курумоч — «Урал» в Красноярском районе Самарской области;
- Участок Краснопресненской автомагистрали от ул. Живописной к центру города;
- Устройство берегового водосброса на Саяно-Шушенской ГЭС (1-я очередь);
- Тоннельный участок со станционным комплексом «Аэропорт Внуково» и эстакада на привокзальной площади.

### Объекты получившие положительное заключение ФАУ «Главгосэкспертиза России» по проектной документации
- Строительство путепровода через железную дорогу г. Долгопрудный (пл. Водники) (ноябрь 2014)
- Реконструкция моста через реку Адагум на 763-м км участка Крымская — Новороссийск Северо-Кавказской железной дороги (март 2013)
- Строительство мостового перехода через реку Волгу на автомобильной дороге Нижний Новгород — Шахунья — Киров в Нижегородской области (февраль 2013)
- Реконструкция моста через реку Волгу на участке Саратов – Урбах Приволжской железной дороги (июль 2013)
- Проект реконструкции виадука со строительством нового виадука на 1411 км нечетного пути участка Агрыз – Дружинино Горьковской железной дороги (декабрь 2013)
- Строительство мостового перехода через р.Зея в г.Благовещенск, по технической и сметной части проектной документации (май 2014)

### Объекты получившие положительное заключение ГАУ НО «Управление государственной экспертизы проектной документации и результатов инженерных изысканий»
- Транспортная развязка на Должанской улице в Канавинском районе города Нижнего Новгорода (декабрь 2012)

### Объекты получившие положительное заключение ГАУ Московской области "Московская областная государственная экспертиза"
- Строительство путепровода через железнодорожные пути у платформы Новодачной в городе Долгопрудном Московской области (июль 2013)

### Патенты
- 2 апреля 2013 года ОАО «Институт Гипростроймост» получено решение Роспатента о выдаче патента на изобретение «Устройство верхнего строения пути на мостах с ездой на балласте и способ его сооружения (недоступная ссылка)».

## Публикации и издания
Публикации
- Журнал «Вестник мостостроения» Архивная копия от 4 марта 2016 на Wayback Machine
- Журнал «Дороги»
- Журнал «Автомобильные дороги» (недоступная ссылка)
- Журнал «Дороги. Инновации в строительстве» Архивная копия от 23 октября 2013 на Wayback Machine
- Журнал «РЖД партнер»;
- Книга «Мосты и тоннели» Архивная копия от 4 марта 2016 на Wayback Machine* и другие издания Архивная копия от 19 февраля 2014 на Wayback Machine;

Институт выпустил несколько тематических изданий. C 2007 года выпускается ежегодный информационно-технический журнал «Институт Гипростроймост».